# Warteschlange

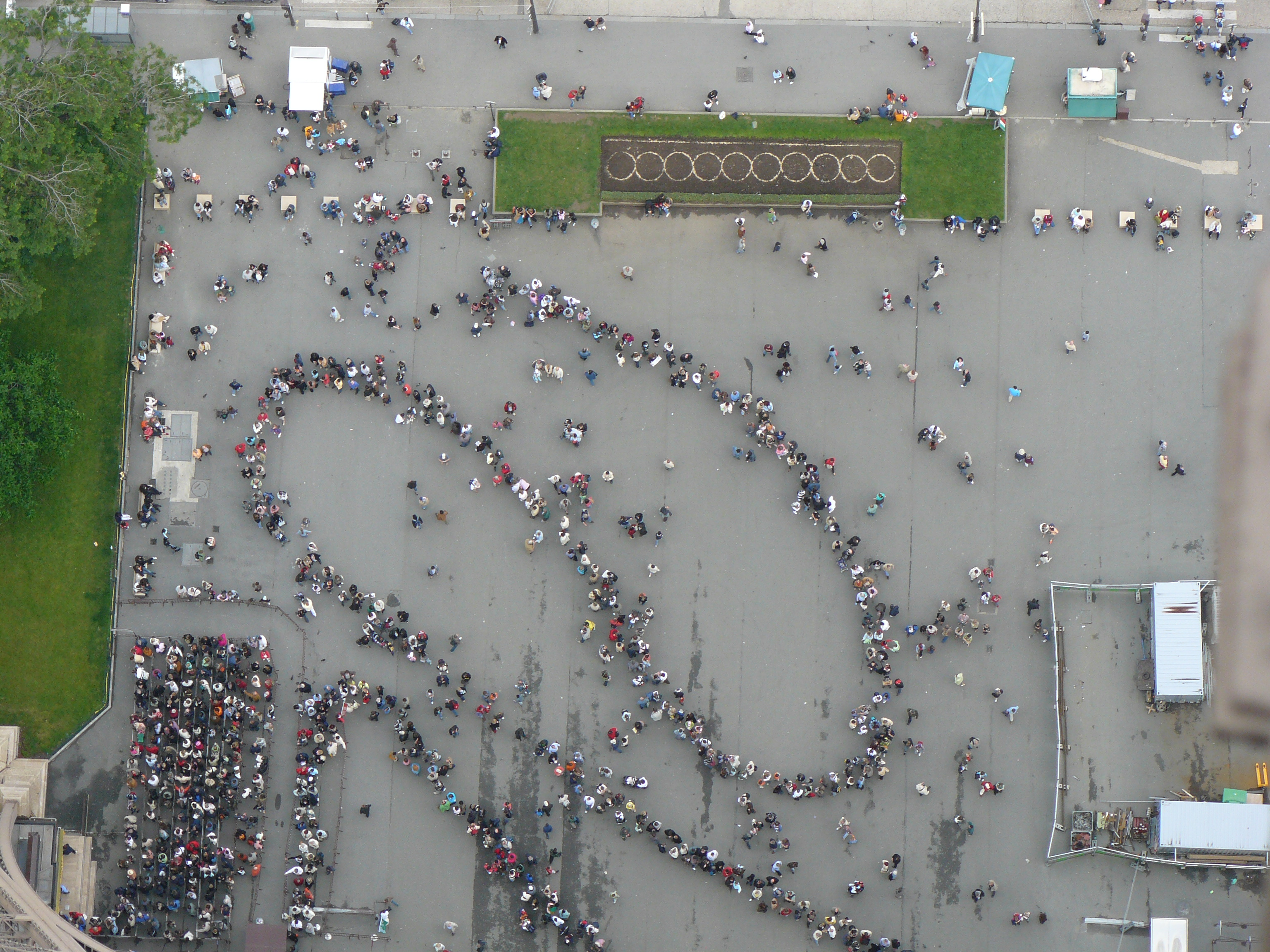
Warteschlange am Eiffelturm (2007)

Eine Warteschlange (englisch queue, line; französisch queue) bildet sich, wenn mehr Anforderungen pro Zeitspanne an ein System gerichtet werden, als dieses in derselben Zeit verarbeiten kann, die Nachfrage also die maximale Leistung des Systems übersteigt. Eine Schlange Wartender bildet sich meist infolge fehlender Anpassung auf beiden Seiten.

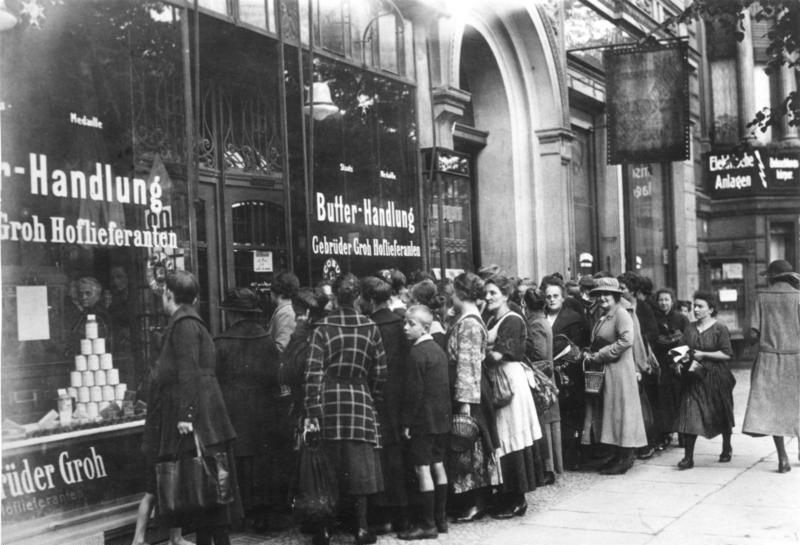
Warteschlange vor einem Lebensmittelgeschäft in Berlin-Mitte (1923)

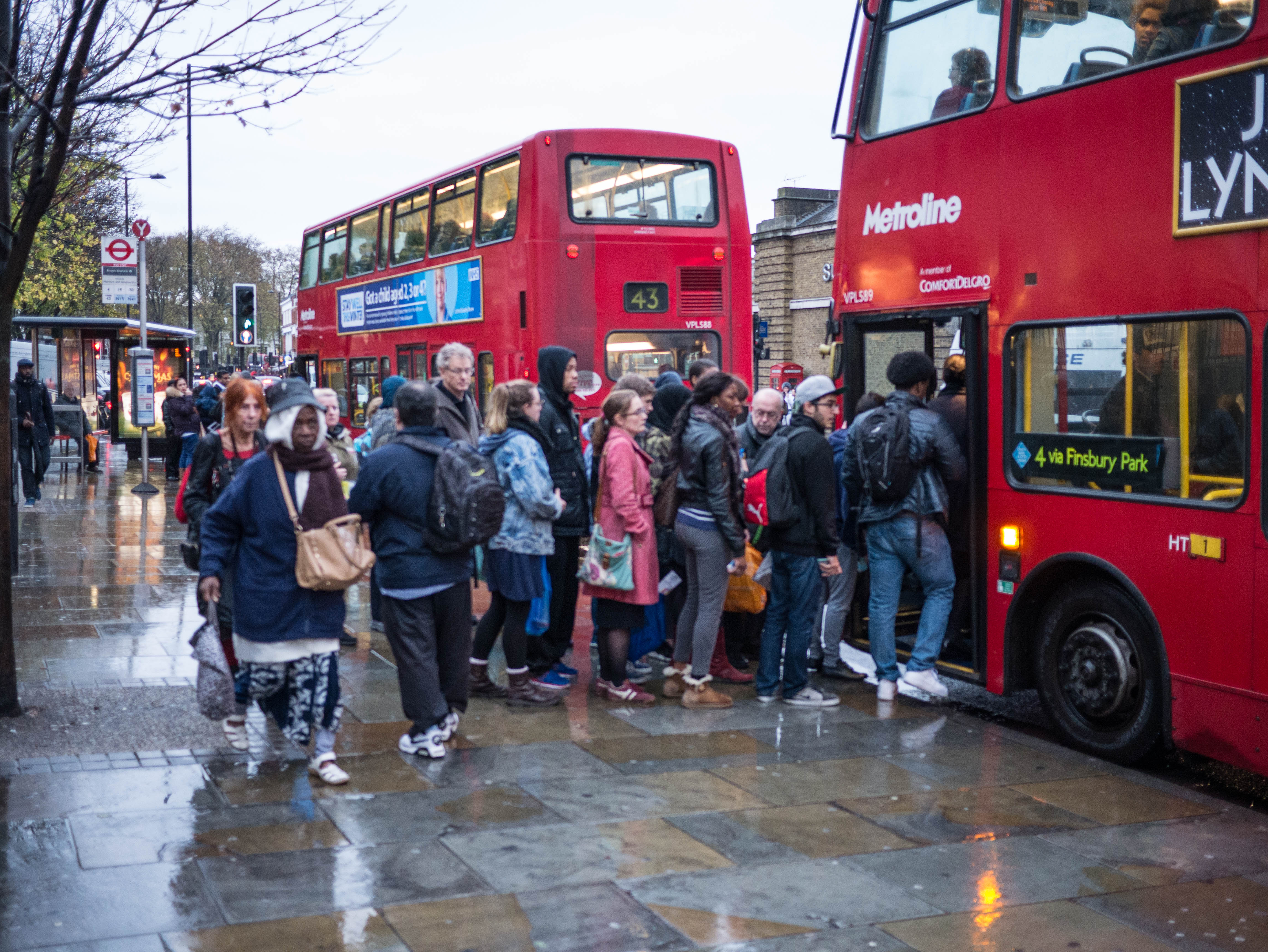
Auch bei Regen herrscht Disziplin in der britischen Warteschlange

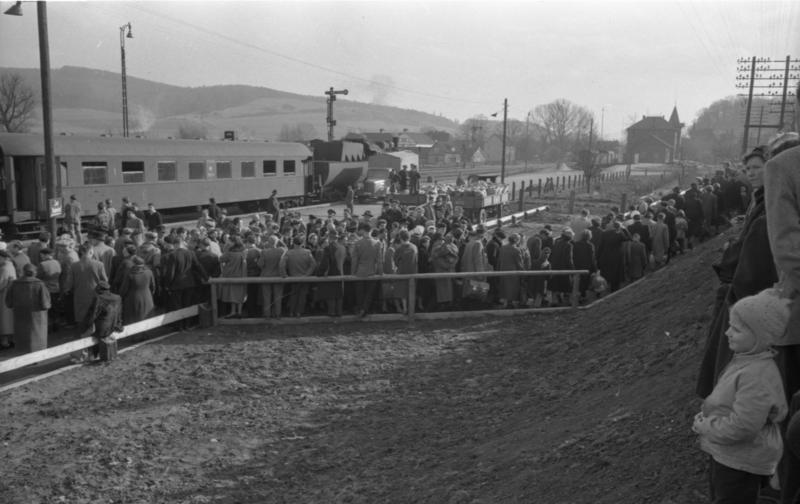
Warteschlange im Lager Friedland (Februar 1958)

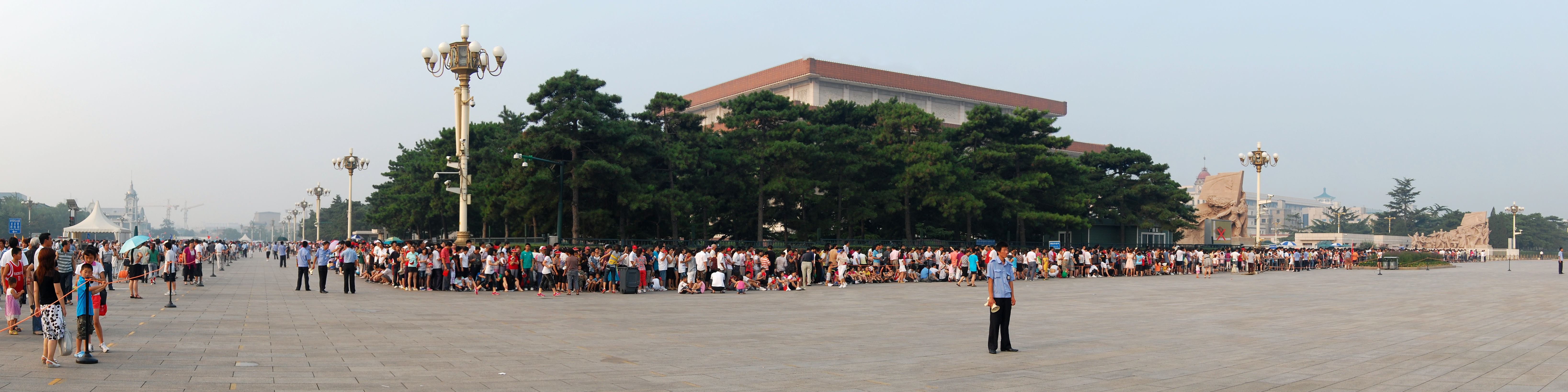
Warteschlange an der Gedenkhalle für den Vorsitzenden Mao

## Allgemeines
In Warteschlangensystemen treten als Ereignistypen die Ankunft in der Warteschlange, Anfang und Ende der Bearbeitung/Bedienung und Verlassen des Systems auf. Durch die Warteschlange entsteht eine Reihenfolge, wobei der Letzte, der sich in die Schlange stellt, auch als letzter bedient wird. Umgekehrt wird derjenige, der sich zuerst angestellt hat, als erster bedient (englisch First In – First Out). Wartezeiten ergeben sich dabei durch Kapazitätsengpässe, Produktionsengpässe, den Flaschenhals oder lange Bedienzeit.
Aus einer Warteschlange können in Abhängigkeit von der Ankunfts- und Bedienrate die Auslastung oder der Nutzungsgrad, die mittlere Wartezeit, die mittlere Durchlaufzeit, die mittlere Warteschlangenlänge und der mittlere Auftragsbestand im System abgeleitet werden. Werden größere Warteschlangen erwartet, können diese durch ein Mäander-Personenleitsystem besser geordnet werden.

## Entstehung
Während in angelsächsischen Ländern (Vereinigtes Königreich, Irland, USA, Kanada) Selbstdisziplin in Warteschlangen herrscht, kommt es in Deutschland gelegentlich zum Vordrängeln. Entsteht ein Gedränge, so können dessen Gefahren (Kosten) höher sein als das disziplinierte Warten allen abverlangt, dessen Vorteile (Leistung) jedoch darin liegen, die stärksten Drängler zu belohnen. Eine Warteschlange wird auch dann gebildet, wenn mehr Angebote pro Zeitspanne an ein System gerichtet werden, als dieses in derselben Zeitdauer abnehmen kann, das Angebot also die Leistung des Systems übersteigt. Eine solche Warteschlange wird immer dann eingerichtet, wenn die Kosten für das Warten des Anbieters geringer sind als die Kosten für das Warten des Abnehmers oder wenn die Konditionen entsprechend vereinbart sind. Eine solche Warteschlange wird zur Stabilisierung des Systembetriebs eingerichtet. Die Bildung einer physischen Warteschlange kann vermieden werden, wenn ein Aufrufsystem eingerichtet wird oder die abzufertigende Personenmenge bekannt ist und die Angebotsplätze (Beratung, Kassen, Dienstleister) zeitgerecht erhöht wird. In technischer Sicht haben Warteschlangen Pufferfunktionen in diskreten Systemen. Sie sind Voraussetzung für die Schwingfähigkeit eines Systems, wobei Schwingungen meist unerwünscht sind.

## Wissenschaftliche Behandlung
Im Bereich der Informatik ist die Warteschlange eine spezielle Datenstruktur, also eine Reihe von Elementen (Aufgaben, Operationen), die vor einer Bedienstation auf ein Ereignis (Abarbeitung, Service, Weiterleitung) warten und dort seriell abgearbeitet werden.
In der Mathematik wird unter der Benennung Warteschlangentheorie erforscht, wie die Wartezeit verteilt ist oder wie viele Kunden/Teile im Durchschnitt warten. Die Studie des Mathematikers Thomas Hanschke zeigt, dass Warteschlangen vor Systemen mit hoher Auslastung starke Ähnlichkeiten zu Molekülen unter dem Einfluss der Brownschen Bewegung aufweisen. Auf der Basis dieses Modells gibt es eine Reihe von Maßnahmen, die zu erheblicher Effizienzsteigerung führen.
Die Warteschlange ist Erkenntnisobjekt der Warteschlangentheorie, in deren Rahmen die Abbildung von Warteschlangen behandelt wird, darauf aufbauend in der Betriebswirtschaftslehre im Operations Research. In der Verkehrstheorie gelangt man über ein bestimmtes Verkehrsmodell (Nachrichtentechnik) ebenfalls zu dem Begriff der Warteschlange. In der Soziologie sind unerwartete riesige Warteschlangen (> 10.000 Wartende) untersucht worden.

## Warteschlangen in der Wirtschaft
Im Dienstleistungssektor (wie Behörden, Gastronomie, Kreditinstitute, Kinos, Logistik, Theater) oder im Einzelhandel (an der Kasse) bilden sich Warteschlangen, weil die Personalkapazität des Bedienungspersonals (Berater, Kassierer, Kellner, Servierer oder Schalterpersonal) für die vorhandene Kundenzahl zu gering ist. Die Betriebswirtschaftslehre verlangt deshalb in der Warteschlangentheorie, dass die Anzahl des Personals an der erwarteten mittleren Auslastung orientiert werden muss. Bis zu diesem Auslastungsgrad bleiben dementsprechend Warteschlangen aus, darüber hinaus entstehen sie. Wird dagegen die Kapazität an der Höchstauslastung ausgerichtet, entstehen bei allen geringeren Auslastungen Leerkapazitäten, die zu unnötigen Leerkosten führen.
Der Letzte einer Warteschlange – beispielsweise an der Kinokasse – hat gegenüber seinen Vorderleuten zunächst lediglich den Nachteil einer längeren Wartezeit, doch kann der Nachteil auch materielle Folgen bekommen, wenn für den Letzten die Dienstleistung ausgebucht oder das Produkt vergriffen ist.
Auf dem Finanzmarkt bilden die uninformierten Anleger ihre Erwartungen über die Solvenz der Kreditinstitute, indem sie das Verhalten der informierten Anleger beobachten. Informierte Anleger heben ihre Spareinlagen ab, sobald sie schlechte Nachrichten über ihre Bank erhalten. Beobachten dies die uninformierten Einleger, werden sie eine Warteschlange vor dem Bankschalter als Signal für eine drohende Insolvenz deuten, es kommt zum Bank Run.
In Callcentern wird ein Anrufer von der Automatic Call Distribution auf einen freien Mitarbeiter verteilt. Kommen mehrere Anrufe gleichzeitig ins Callcenter, entstehen Warteschlangen. Sie treffen auf eine Telefonwarteschleife, die erst endet, sobald beispielsweise Informationen abgefragt werden, die für die Bearbeitung des Anliegens erforderlich sind, gleichgültig, ob dies mittels eines automatisierten Dialogs oder durch eine natürliche Person erfolgt.

## Warteschlangen im Verkehr

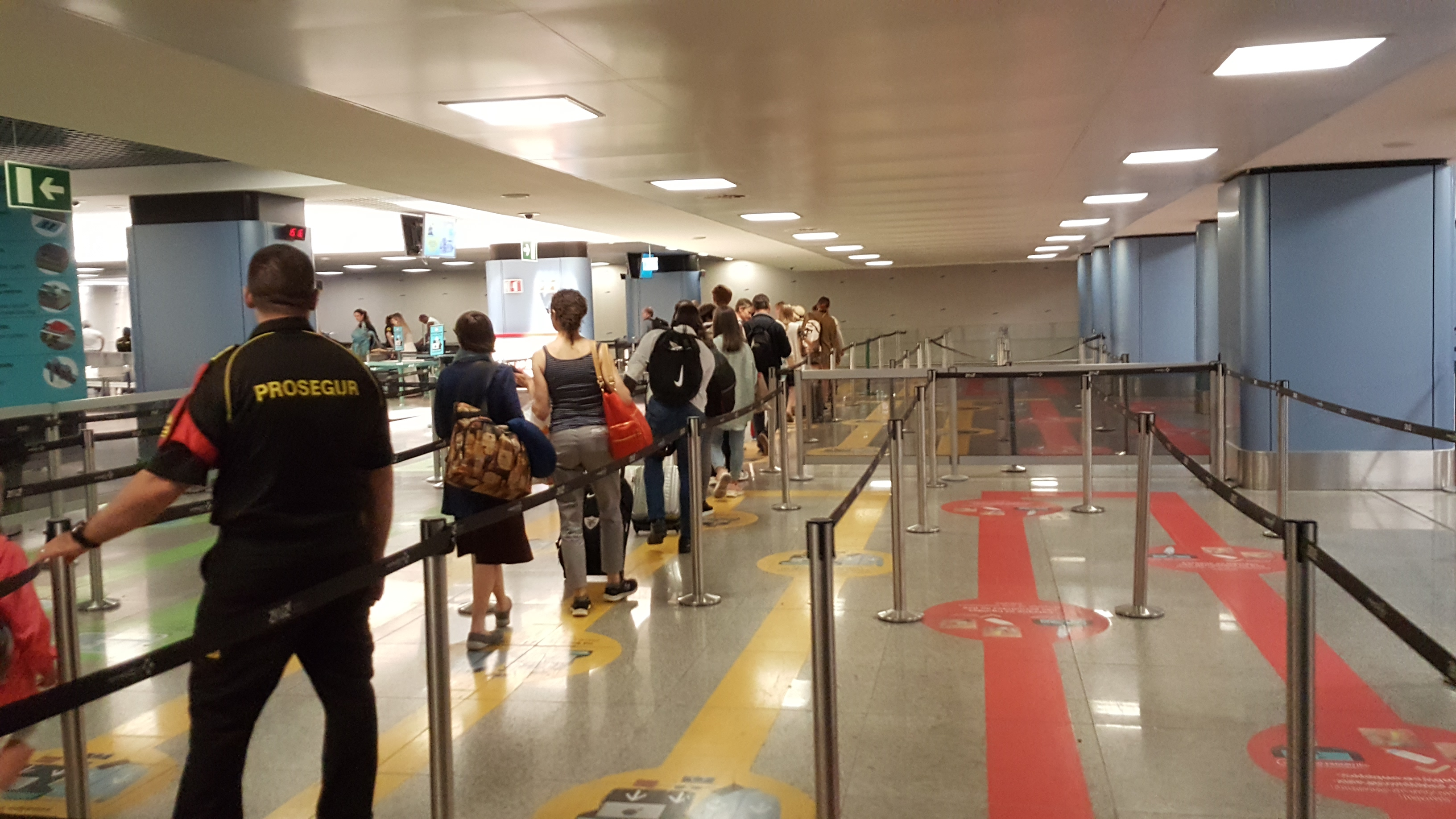
Warteschlange in einem Flughafen (Mäander-Personenleitsystem)

Die Verkehrsräume für Verkehrswege sind knapp, sodass es bei zunehmender Anzahl von Verkehrsmitteln zu Warteschlangen kommt, die Stau genannt werden. Zu Land sind Straßen, zu Wasser die Wasserwege bzw. Seewege und in der Luft die Luftstraßen von der Staugefahr betroffen. Die Störung des Verkehrsflusses auf diesen Verkehrswegen heißt im Straßenverkehr Verkehrsstau, im Schiffsverkehr Stau. Es bilden sich Warteschlangen, die eine Verspätung betroffener Verkehrsteilnehmer zur Folge haben. Die Stauforschung versucht vor allem im Straßenverkehr, die zu Staus führenden Ursachen zu erforschen und Lösungswege zu finden.
Zugleich werden solche Warteschlangen aus operationaler Sicht  – vor allem im öffentlichen Verkehrswesen – aber auch dazu benötigt, Ströme und Zugangsberechtigungen effizient zu kontrollieren bzw. notwendige Betriebsvorgänge im Hintergrund abwickeln zu können.
Im Flugverkehr heißen die Warteschlangen Warteschleife, und zwar vor dem Start (englisch airport slot) und vor der Landung Warteschleife (im engeren Sinne, englisch holding pattern). Sie entstehen, wenn mehrere Flugzeuge gleichzeitig startbereit auf die Start- und Landebahn zusteuern oder mehrere landebereite Flugzeuge durch Fluglotsen gestaffelt werden müssen. Da die Kapazität mancher Flughäfen wegen starker Nachfrage ausgeschöpft ist, erhalten die Fluggesellschaften enge Zeitfenster, während der sie den Flughafen zum Starten oder Landen eines Flugzeugs nutzen können. Vorrang bei der Landung haben die Flugzeuge mit der größten absolvierten Flugstrecke und/oder geringer Tankfüllung. Gründe für Warteschleifen sind zu hohes Verkehrsaufkommen, blockierte Landebahnen (andere Flugzeuge bei Start/Landung, Schneeräumung) oder schlechte Wetterverhältnisse.

## Warteschlangen in der Informationstechnik
Mit der Warteschlange bezeichnet man in der Informationstechnik die Ansammlung mehrerer Tasks beim Durchsatz (Datendurchsatz), die sich in einer längeren Antwortzeit äußert. Mehr Server würden den Durchsatz erhöhen, weil Tasks dadurch parallel abgearbeitet werden könnten. Das wirkt sich jedoch erst auf die Antwortzeit aus, wenn die Betriebslast konstant gehalten wird und sich die Wartezeit in den Warteschlangen durch mehr Netzwerkressourcen verringert. Bekannt ist das Problem vor allem, wenn in einem Rechnernetz mehrere Personal Computer an einem einzigen Netzwerkdrucker angeschlossen sind und dieser parallel mehrere Druckaufträge erhält und abarbeiten muss.

## Warteschlangen im Gesundheitswesen

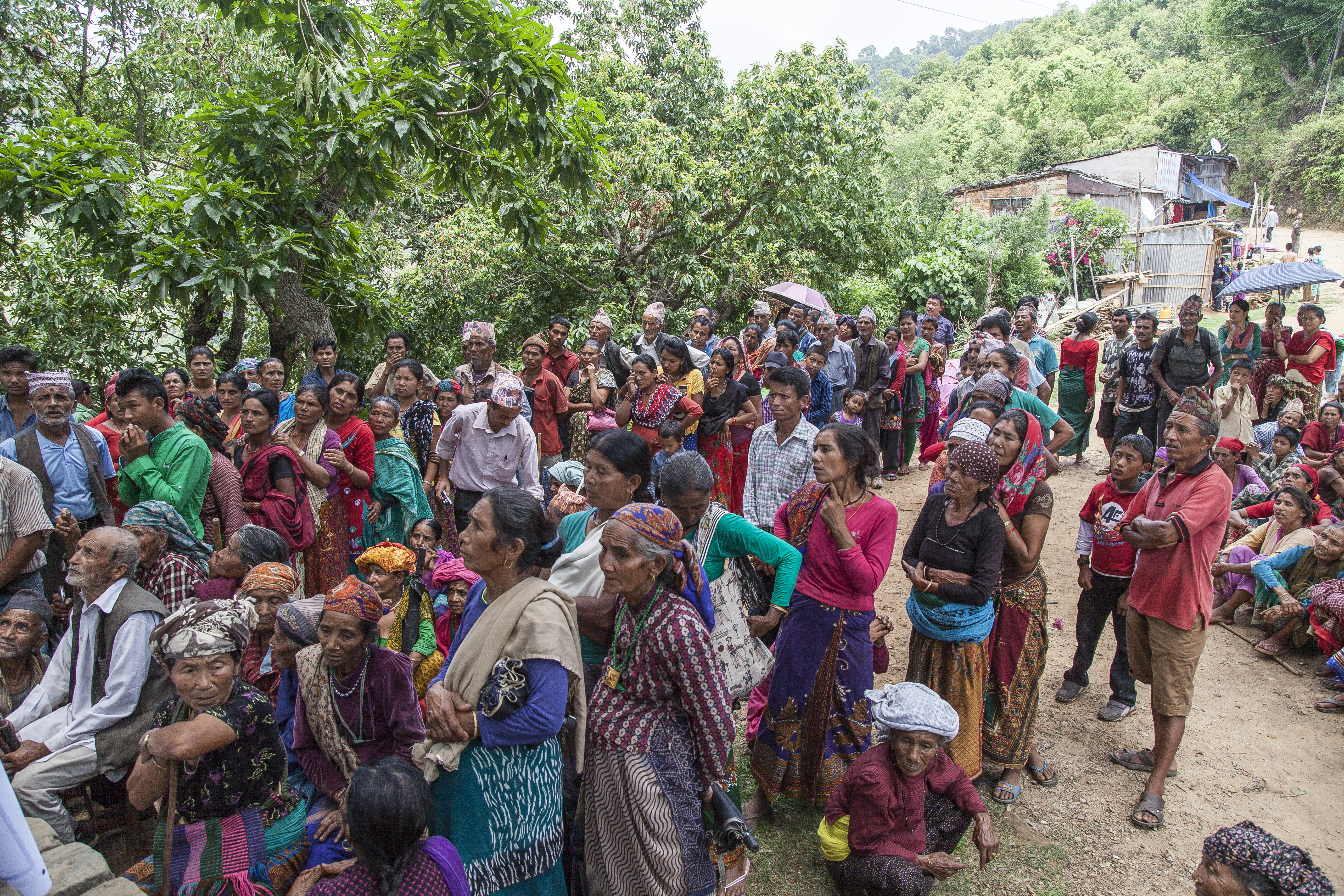
Wartende Patienten in Nepal

Warteschlangen im Gesundheitswesen bedeuten, dass Patienten die gewünschte medizinische Leistung nicht sofort erhalten. Es entsteht eine zeitliche Verzögerung zwischen der Nachfrage einer Leistung und der Inanspruchnahme. Diese Art der Rationierung spielt im Gesundheitssystem eine große Rolle, da der Konsum vieler Medizinleistungen sehr zeitintensiv ist und deren Kosten von der Krankenversicherung übernommen werden. Warteschlangen können vor Arztpraxen, Krankenhäusern, aber auch auf nationaler oder internationaler Ebene, wie zum Beispiel bei Transplantationen, entstehen.
Generell kann zwischen zwei Prinzipien unterschieden werden: Das „First-come-first-serve“-Prinzip behandelt die Patienten bevorzugt, die zuerst erschienen. Nach diesem System geht beispielsweise ein Hausarzt in seinem Wartezimmer vor. Ist das Wartezimmer besetzt, liegt eine Warteschlange vor. Die Schwachstelle dieses Systems liegt allerdings darin, dass die Patienten nicht auf ihre Dringlichkeit hin begutachtet werden. Resultat des Prinzips kann im schlimmsten Fall das Ableben eines Patienten in der Warteschlange bedeuten. Das zweite Prinzip geht nach der Dringlichkeit der Behandlung. In der Notaufnahme eines Krankenhauses werden beispielsweise Triage-Instrumente eingesetzt, nach denen jeder eingehende Patient begutachtet und nach der Schwere der Krankheit kategorisiert wird. Notfälle werden anschließend bevorzugt behandelt, während nicht dringende Fälle nach Zeitpunkt des Eintreffens behandelt werden. Hierbei kann es bei der Einteilung zu Schwierigkeiten kommen, da die Beurteilung der Dringlichkeit relativ und subjektiv erfolgt. Somit entsteht die Gefahr von Willkür und Ungerechtigkeit.
Die Behandlungsreihenfolge kann in verschiedenen medizinischen Bereichen effizient organisiert werden, wenn die Patienten in Eigenverantwortung zum Beispiel in einer Klinik den Sektor wählen, der für sie in Frage kommt. Dazu sind Touchscreen-Terminals gut geeignet, die sich inhaltlich flexibel den Behandlungs- und Beratungsmöglichkeiten anpassen lassen. Diese geben Tickets aus, die eine Identifikationsnummer sowie den Behandlungsort aufweisen.
Im Bereich der erwarteten Behandlung informiert dann ein Monitor über die Behandlungsreihenfolge sowie weitere fachspezifische oder organisatorische Belange.
Das Prinzip der Warteschlangen in Krankenhäusern und großen Arztpraxen wird häufig als ineffizient bezeichnet, da es keine Aussage über den Nutzen, den ein Patient durch die medizinische Leistung erwartet, macht. Vielmehr zeigt sie auf, wie lange ein Bedürftiger in der Lage ist zu warten und sich in Geduld zu üben. Die Optimierungsreserven in diesem Bereich sind enorm. Allein bei klinischen Ambulanzen rechnet man damit, dass eine rund 30 % höhere Effizienz erzielt werden kann.